# Brevipalpus piniceltis
Brevipalpus piniceltis är en spindeldjursart som beskrevs av Baker och James P. Tuttle 1987. Brevipalpus piniceltis ingår i släktet Brevipalpus och familjen Tenuipalpidae. Inga underarter finns listade.